# Kentering (getij)
De kentering is een korte periode waarin het water in getijdegebieden stilstaat en van richting omkeert. De kentering wordt aangegeven in een getijatlas of met de stroomrozen op een zeekaart. Het moment van de kentering, met name in zeegaten en getijrivieren valt niet samen met hoog- en laagwater,  maar dat doet het wel in open zee en bij zeestraten.

## Tijdstip van de kentering

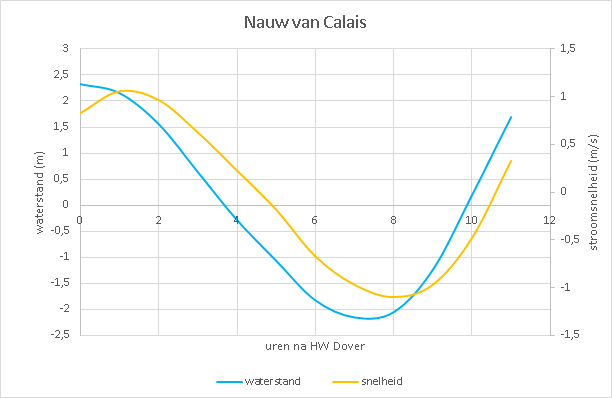
Stroming en waterstand in het Nauw van Calais (op basis van metingen van Johan van Veen uit 1936)

### In volle zee en in zeestraten
Op zee en in zeestraten is het getij een lange, lopende golf. Dit betekent dat de maximale stroomsnelheid gelijk valt met de hoogste en de laagste waterstand. Een voorbeeld hiervan is de kentering in het Nauw van Calais. Bijgaande grafiek (gemaakt op basis van data van onderzoek van Johan van Veen, die als eerste hier praktisch onderzoek naar gedaan heeft). De maximale stroomsnelheid valt iets later dan de hoogste waterstand, de kentering ligt dus ook kort nadat het getij door de middenstand is gegaan (4,5 uur na hoog water; let op de nul as van de stroomsnelheid valt in deze grafiek niet samen met de nul as van de waterstand).

### In zeegaten, getijrivieren en bij het dichten van dijkbreuken

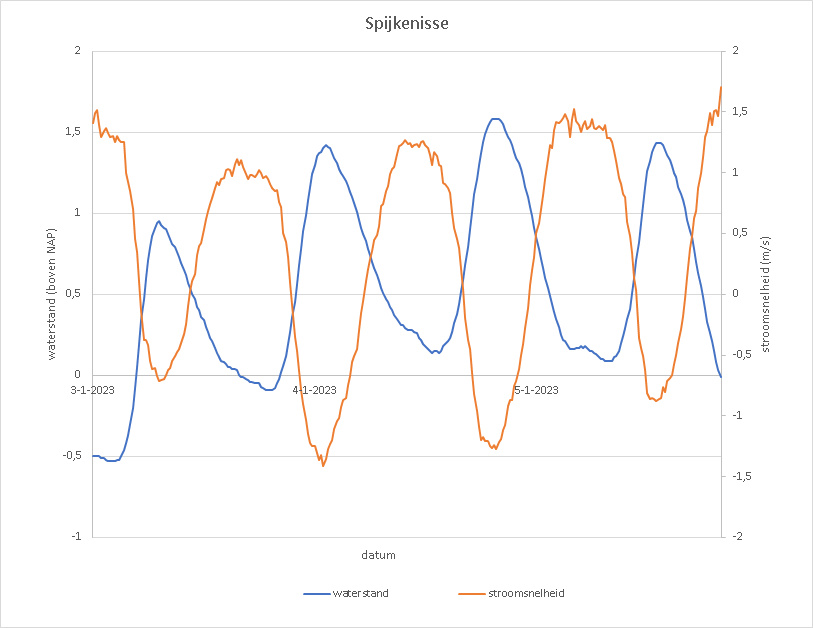
Waterstand en stroomsnelheid in de Oude Maas bij Spijkenisse (grafiek op basis van data van Rijkswaterstaat)

In deze gevallen is geen sprake van een lopende golf, maar van het vullen en legen van een komberging. Het gevolg hiervan is dat de er een faseverschuiving is tussen het moment van hoog water en het moment van maximale snelheid. Een voorbeeld hiervan is bijgaande registratie van de waterstand en stroomsnelheid in de Oude Maas bij Spijkenisse. De kentering ligt hier ongeveer op het moment dat de waterstand ongeveer de middenstand heeft. Met name voor het berekenen van de stroomsnelheid in sluitgaten voor het afsluiten van zeegaten en bij het dichten van dijkbreuken is dit van groot belang.

### In het bankengebied voor een estuarium

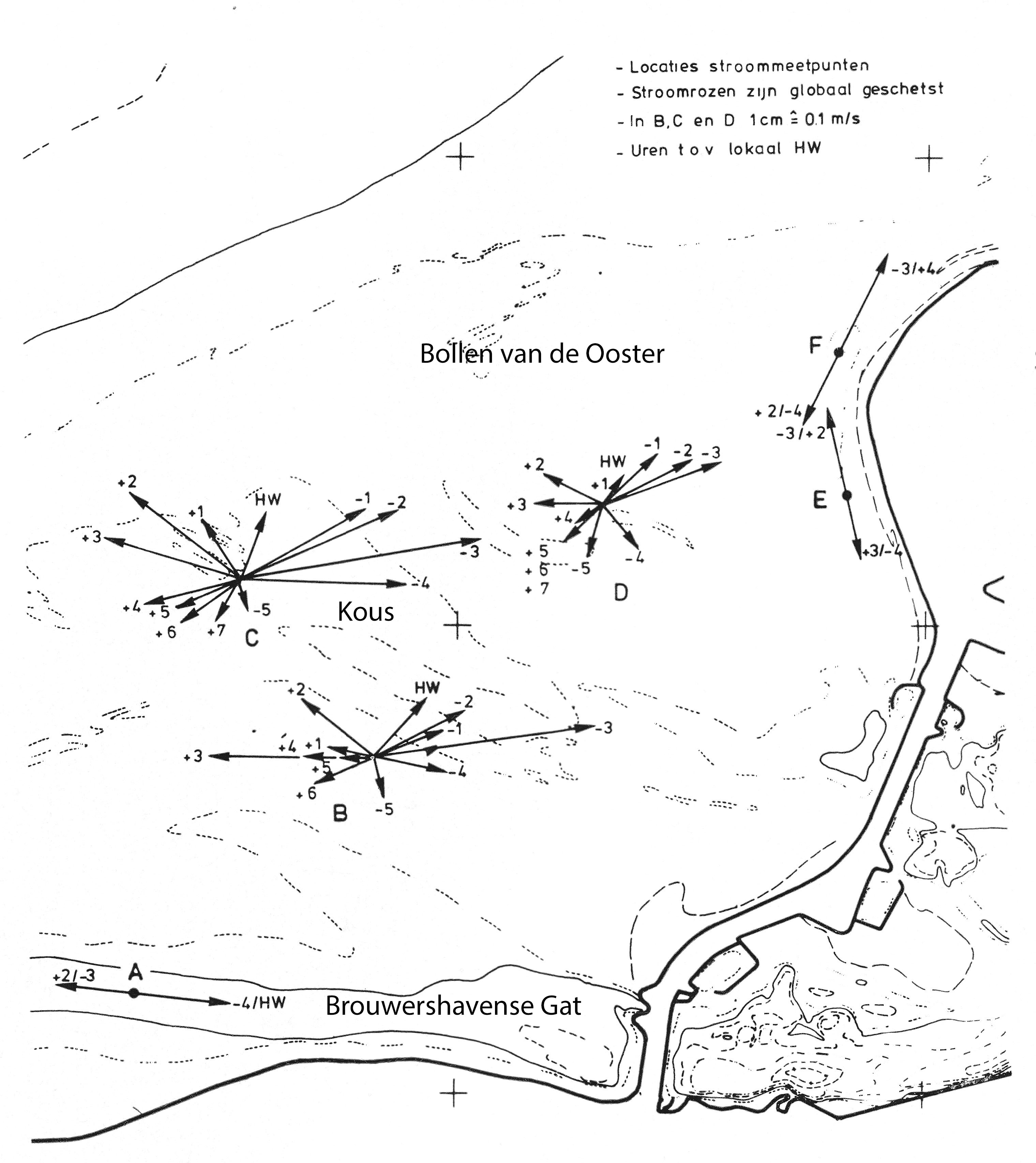
Stroomrozen in het gebied voor de Brouwersdam

In het ondiepe gebied voor de monding van een estuarium is het stromingsbeeld over het algemeen heel gecompliceerd en kan er vaak niet echt van een kentering gesproken worden. De stroomsnelheid wordt soms niet nul, maar verandert van richting. Dit kan worden weergeven in een stroomroos. Hier is voor ieder uur de stroming in de vorm van een pijl weergegeven. De richting van de pijl is de richting van de stroom, de lengte geeft de stroomsnelheid aan. In de figuur hiernaast is een drietal stroomrozen gegeven voor het bankengebied voor de Brouwersdam. Deze rozen zijn gebaseerd op de gemiddelde stroomsnelheden in dat punt.

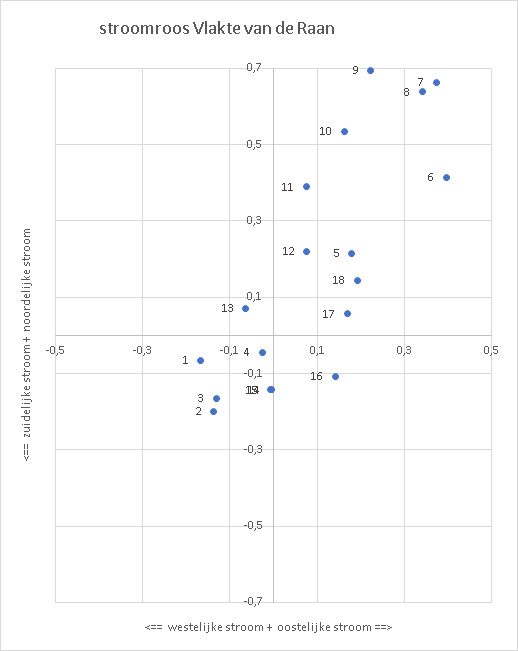
Stroomroos voor de Vlakte van de Raan (grafiek op basis van data van waterinfo,rws,nl).

In de figuur daaronder is een stroomroos voor het getij op de Vlakte van de Raan (voor de kust van Walcheren) gegeven. Deze grafiek is gebaseerd op metingen op een specifiek moment. Omdat zo'n grafiek niet heel erg regelmatig is, zijn in dit voorbeeld de pijlen zelf weg gelaten en is alleen het eindpunt van de pijl gegeven. De nummers bij de puntjes geven het aantal uren na hoog water aan, De overwegende richting van de stroom is hier van zuidwest naar noordoost (bij vloedstroom) en omgekeerd tijdens de ebstroom. De vloedstroom is hier veel sterker dan de ebstroom, vandaar dat de roos niet symmetrisch is. Uit de snelheidsgrafiek volgt dat de laagste snelheid kort voor laag water optreedt. Maar er is geen sprake van een echte omkering van de stroomsnelheid en een moment waarop het water stil staat.  
Met name als er sprake is van kortsluitgeulen is er altijd een heel afwijkend moment van kentering. Zie hiervoor de desbetreffende Wikipedia bladzijde. 

## Gecombineerde getijstroom en stroming
Op veel plaatsen is er naast de getijstroom ook een stroming door de rivierafvoer waardoor de getijdenstroom in de ene richting zes uur lang sterker is en langer aanhoudt dan de stroom in de tegenovergestelde richting. Variaties in de sterkte van die stroming zullen ook de tijd variëren waarop de stroom omkeert, waardoor de tijd en duur van de kentering veranderen. Een voorbeeld hiervan is te zien in de grafiek van Spijkenisse.  
Variaties in wind hebben ook rechtstreeks invloed op de hoogte van het getij, dus ook op de kentering. In getijtafels kan de kentering worden gevonden voor de situatie zonder wind, het windeffect kan niet op lange termijn vooruit worden voorspeld.  

## Gevolgen voor zeevarenden
Voor duikers betekent de afwezigheid van een stroming dat er minder inspanning nodig is om te zwemmen en dat er minder kans is om weg te drijven van een vaartuig of de kust. Bij de kentering na vloed kan het zicht onder water verbeteren, aangezien het eerder opkomende tij helder water met zich meebrengt. Na eb kan het zicht worden verminderd omdat het eb slib, modder en andere deeltjes meetrekt. In gebieden met mogelijk gevaarlijke getijden en stromingen is het voor duikers de standaardpraktijk om op rustige tijden een duik te plannen.
Voor elk vaartuig zal een gunstige stroming de snelheid van het vaartuig ten opzichte van de bodem verbeteren bij een bepaalde snelheid in het water.   

## Misvattingen
Kentering is vaak een onjuist gebruikte term, soms wordt de term gebruikt om een periode van evenwicht tussen twee tegengestelde stromen te beschrijven wanneer er geen kentering is, maar wel de waterstand varieert. Dit treedt op bij een wantij.  

## Enkeldaagse getijden
Sommige plaatsen hebben andere getijdenkarakteristieken dan de in Noordwest Europa gebruikelijke dubbeldaagse getijden, zoals veel getijden in Zuidoost Azië en Australië. Dit resulteert in een enkeldaags getij. Door het verschuiven van de getijcomponenten is er zo nu en dan een periode waarbij er vrijwel geen veranderingen van de waterstand is. Zie in bijgaande figuur het getij in Do Son, Vietnam, tussen dag 3 en dag 5. Dit geeft het fenomeen dat bekend staat in het Engels als "dodge tide" - een dagenlange periode van stilstaand water- dat twee keer per maand voorkomt; dit effect wordt geaccentueerd rond de equinoxen wanneer de dagelijkse component ook verdwijnt, wat resulteert in een periode van 2 à 3 dagen zonder stroming.